# Мордыяха
Мордыяха (устар. Морды-Яха, Мурты-Яха) — река в России, протекает по территории Ямальского района Ямало-Ненецкого автономного округа, на полуострове Ямал. Длина реки — 300 км, площадь водосборного бассейна — 8350 км².
Берёт начало из озера Ямбуто, впадает в Карское море двумя рукавами. Высота истока — 14 м над уровнем моря. Питание снеговое и дождевое. Богата рыбой (муксун, ряпушка, в устье — навага и корюшка). В устье было село Мордыяха, упразднённое в 2010 году.

## Описание русла и бассейна
Течёт сначала с юга на север (протекая в верховьях через озеро Мордымалто), а в низовьях — на запад. Впадает в Карское море двумя рукавами у села Мордыяха
В бассейне реки насчитывается около 580 водотоков и много озёр. К бассейну относится 70 рек длиной более 10, из них восемь длиной свыше 50 км. Основной приток — вытекающая из озера Малто группы озёр Нейто река Сёяха, из других наиболее значительны Нерутаяха и Юмбыдыяха (Юмбатаяха)
Средний многолетний годовой расход воды (расчётный) приблизительно составляет 60 м³/с, объём годового стока реки 1,8 — 1,9 км³.
Замерзает река в первой половине октября, вскрывается в июне. Продолжительность ледостава свыше 8 мес.